# Ungureni (Bákó megye)
Ungurén (románul: Ungureni) falu Romániában, Moldvában, Bákó megyében. Községközpont, közigazgatásilag hat másik falu, Bărbăteşti, Bibireşti, Boteşti, Gârla Anei, Ungurén (Ungureni), Viforeni és Zlătari tartozik még hozzá.

## Fekvése
Bákótól légvonalban 16 km-re délkeletre fekvő település.

## Népesség
A 2002. évi népszámláláskor 3745 lakosa volt.